# Franz Schmedt
Franz Schmedt (Hunteburg, 24 luglio 1932 – Lingen (Ems), 18 dicembre 2022) è stato un giornalista tedesco.

## Biografia
Schmedt frequentò l'Ernst-Moritz-Arndt-Gymnasium di Osnabrück, dove si diplomò nel 1952. Studiò pubblicistica alla Westfälische Wilhelms-Universität di Münster sotto la guida, tra gli altri, di Walter Hagemann. Ha svolto il suo tirocinio dal 1º ottobre 1953 presso il Neue Tagespost di Osnabrück, dove è stato successivamente redattore.
Nel 1968 Schmedt fu nominato caporedattore del periodico Neue Osnabrücker Zeitung, nato l'anno prima dalla fusione del Neue Tagespost e dell'Osnabrücker Tageblatt. Durante il periodo in cui è stato direttore, ha dato al giornale una voce "ascoltata a livello nazionale" attraverso commenti e interviste a importanti politici e rappresentanti dell'economia, e lo ha reso uno dei "periodici regionali più citati in Germania". Schmedt andò in pensione alla fine del 2002 dopo 34 anni di servizio prestati in qualità di direttore del giornale. Il suo posto fu assunto da Ewald Gerding e Jürgen Wermser.
Fu insignito della Medaglia Justus Möser della città di Osnabrück, del Premio della Bassa Sassonia per il giornalismo e della Croce federale al merito di 1ª classe.
Si spense il 18 dicembre 2022 a Lingen.

## Premi e onorificenze
- 1983: Medaglia Justus Möser della città di Osnabrück per i suoi "risultati pubblicati che hanno avuto un impatto che va ben oltre i confini della città";[10]
- 1987: Premio giornalistico della Bassa Sassonia;[11]
- 2022: Croce federale al merito di 1ª classe.